# Dragon Ball Z: V.R.V.S.
Dragon Ball Z: V.R.V.S. (ドラゴンボールZ V.R.V.S., Doragon bōru zetto V.R.V.S., littéralement « Dragon Ball Z: V.R.V.S. »), ou Dragon Ball Z: Virtual Reality Versus, est un jeu vidéo de combat développé par Sega AM3 en collaboration avec Banpresto sur System 32, sorti en 1994.
Dragon Ball V.R.V.S est montré au grand public lors du salon JAMMA durant l'édition 1993, il s'agit d'un jeu de combat avec une vue à la troisième personne. La particularité de la borne d'arcade est l'utilisation d'un système de capteur de mouvements, à l'aide d'un périphérique posé au sol, similaire à celui de la Mega Drive, l'« Activator ». Cinq personnages sont jouables parmi la liste des combattants : Son Goku, Son Gohan, Vegeta, Trunks et Piccolo.